# Hor 29 novembar
Der hor 29 novembar (serbokroatische Aussprache: [xɔ̂ːr ˈdʋǎːdɛseːt i ˈdɛ̂vɛti ˈnɔ̌ʋeːmbar], Chor „29. November“) ist ein Chor in Wien. Laut seiner Selbstdarstellung ist er »ein offenes Kollektiv, an dem jede_r teilnehmen kann«.

## Geschichte
Der hor 29 novembar wurde 2009 von rund zehn Immigranten aus dem ehemaligen Jugoslawien gegründet. Der Name des Chores – 29. November – bezieht sich auf den Gründungstag Jugoslawiens durch den Antifaschistischen Rat der Nationalen Befreiung (AVNOJ) im Jahr 1943 und den späteren Tag der Republik (Nationalfeiertag) Jugoslawiens.
Der Chor war zunächst 2009 als einmaliges, interventionistisches Kunstprojekt anlässlich des 40. Gründungstages des ersten jugoslawischen Arbeitervereins in Wien, »Mladi Radnik«, konzipiert. Aufgrund des positiven Echos und weiteren Einladungen zu Auftritten wurden die Aktivitäten aufrechterhalten und der Chor besteht bis heute.
Derzeit hat der Chor etwa 25 Mitglieder mit unterschiedlichem gesellschaftlichen und kulturellen Hintergrund. Die meisten Mitglieder sind nach wie vor Migranten aus dem ehemaligen Jugoslawien, doch auch Mitglieder aus Österreich, Italien, Frankreich, Bulgarien, der Ukraine und Slowenien sind Teil des Chores. Seit 2012 leitet Jana Dolečki den Chor.
Mitglieder sagten in Interviews:
»Wir sind kein Chor, wir sind ein Anti-Chor.«
»Es ist uns wichtig, ein bisschen subversiv zu sein, und deshalb sagen wir – zum Spaß –, dass wir ein Punk-Chor sind. […] Wir singen, proben und sind diszipliniert, aber wir sind kein professioneller Chor und wir haben keine klassischen Regeln und Konzepte wie andere Chöre.«
»Die Hauptmotivation ist es, Teil einer politischen Gruppe zu sein und politischen Aktivismus mit Singen zu verbinden. … Man muss nicht unbedingt singen können, um bei dem Chor mitmachen zu können, denn der Chor ist strenggenommen kein Musikprojekt. Er ist eher ein politisch-gesellschaftliches Gruppenereignis und bietet die Möglichkeit, unsere Stimmen bei Demonstrationen und anderen öffentlichen Ereignissen zu erheben.«
Der Chor blickt auf zahlreiche Auftritte auf den Straßen Wiens und in U-Bahn-Stationen (»Interventionssafaris«), an Universitäten, in Theatern, Museen (Kunsthalle Wien im MuseumsQuartier, Museum der Geschichte Jugoslawiens Belgrad, Bezirksmuseum Brigittenau) alternativen Kulturzentren (Centar za kulturnu dekontaminaciju in Belgrad) und bei Festivals (Weltflüchtlingsfest 2010, Donaufestival in Krems 2010, Festival des Politischen Liedes 2011, Balkan Fever Festival 2012, Wienwoche 2014, Festival Alternativer Chöre 2015, Ute Bock Cup 2017, Festival aktivistischer Chöre »Sve u jedan glas« in Zagreb 2018, »Chorkrawall« in Leipzig, Queer Museum Wien 2024, Wiener Festwochen 2025) zurück, u. a. gemeinsam mit dem Harri Stojka Trio, Jelena Popržan, Esther Bejarano, Kid Pex, EsRap und anderen Ensembles und Chören wie Horkestar aus Belgrad und dem Triester Partisanenchor Pinko Tomažič.
2015 initiierte der Chor das erste Festival Alternativer Chöre in Wien, an dem Chöre aus Österreich, Deutschland, Slowenien, Kroatien und Serbien teilnahmen. 2018 fand das dritte Festival Alternativer Chöre in Wien statt, bei dem Chöre aus Österreich, Polen, Slowenien und Serbien auftraten.
2018 lieferte der Chor den Soundtrack zu dem Film Das schönste Land der Welt (Regie: Želimir Žilnik).
Am fünften FAC im Mai 2023 in Wien nahmen sechs Chöre aus Deutschland, Frankreich und Österreich teil.

## Repertoire
Der hor 29 novembar versteht sich als »aktivistischer Chor« und lehnt rassistisch oder geografisch beschränkte Konzepte nationalen Erbes und nationaler Kultur ab. Sein Repertoire betont die kulturellen und politischen Aktivitäten von Migranten, die seit den 1960er Jahren in Österreich leben.
Der Chor sang zunächst vor allem Partisanen- und Arbeiterlieder aus Jugoslawien, die den antifaschistischen Kampf und den sozialistischen Aufbau verherrlichten (und ist damit Teil einer internationalen Strömung), wenn auch mit einer gewissen Ironie, doch das Repertoire wächst und verändert sich fortwährend, indem weltweit bekannte antifaschistische und »anti-nationalistische« Lieder wie die Internationale und Bella Ciao, aber auch transkodierte Austropop- und Turbofolk-Lieder sowie Eigenkompositionen aufgenommen werden und in verschiedenen Sprachen (darunter Albanisch, Arabisch, Deutsch, Englisch, Griechisch, Italienisch, Jiddisch, Katalanisch, Kurdisch, Portugiesisch, Romanes, Serbokroatisch, Slowenisch, Spanisch und Türkisch) gesungen werden.